# Ligne Geibi
La ligne Geibi (芸備線, Geibi-sen) est une ligne ferroviaire exploitée par la West Japan Railway Company (JR West), dans les préfectures d'Okayama et Hiroshima au Japon. 
La ligne relie la gare de Bitchū Kōjiro à celle d'Hiroshima. La ligne Geibi constitue la ligne P du réseau urbain d'Hiroshima entre Karuga et Hiroshima.

## Histoire
La ligne Geibi se compose :
- du tronçon Hiroshima - Bingo Shōbara ouvert par le chemin de fer Geibi,
- de la ligne Shōbara reliant Bingo Shōbara et Bingo Ochiai, construite en partie par le chemin de fer de Geibi puis nationalisée et prolongée par la Société gouvernementale des chemins de fer japonais (JGR),
- la ligne Sanshin construite par la JGR entre Onuka et Bitchū Kōjiro.

En 1936, l'ensemble de la ligne reliant Hiroshima à Bitchū Kōjiro est achevée et le chemin de fer de Geibi est nationalisé l’année suivante.
La ligne a été sérieusement endommagée par les inondations de 2018 au Japon. L'ensemble de la ligne a rouvert en octobre 2019.

## Caractéristiques

### Ligne
- Longueur : 159,1 km
- Ecartement : 1 067 mm
- Nombre de voies : voie unique

### Interconnexion
A Bitchū Kōjiro, tous les trains continuent sur la ligne Hakubi jusqu'à la gare de Niimi.

### Liste des gares

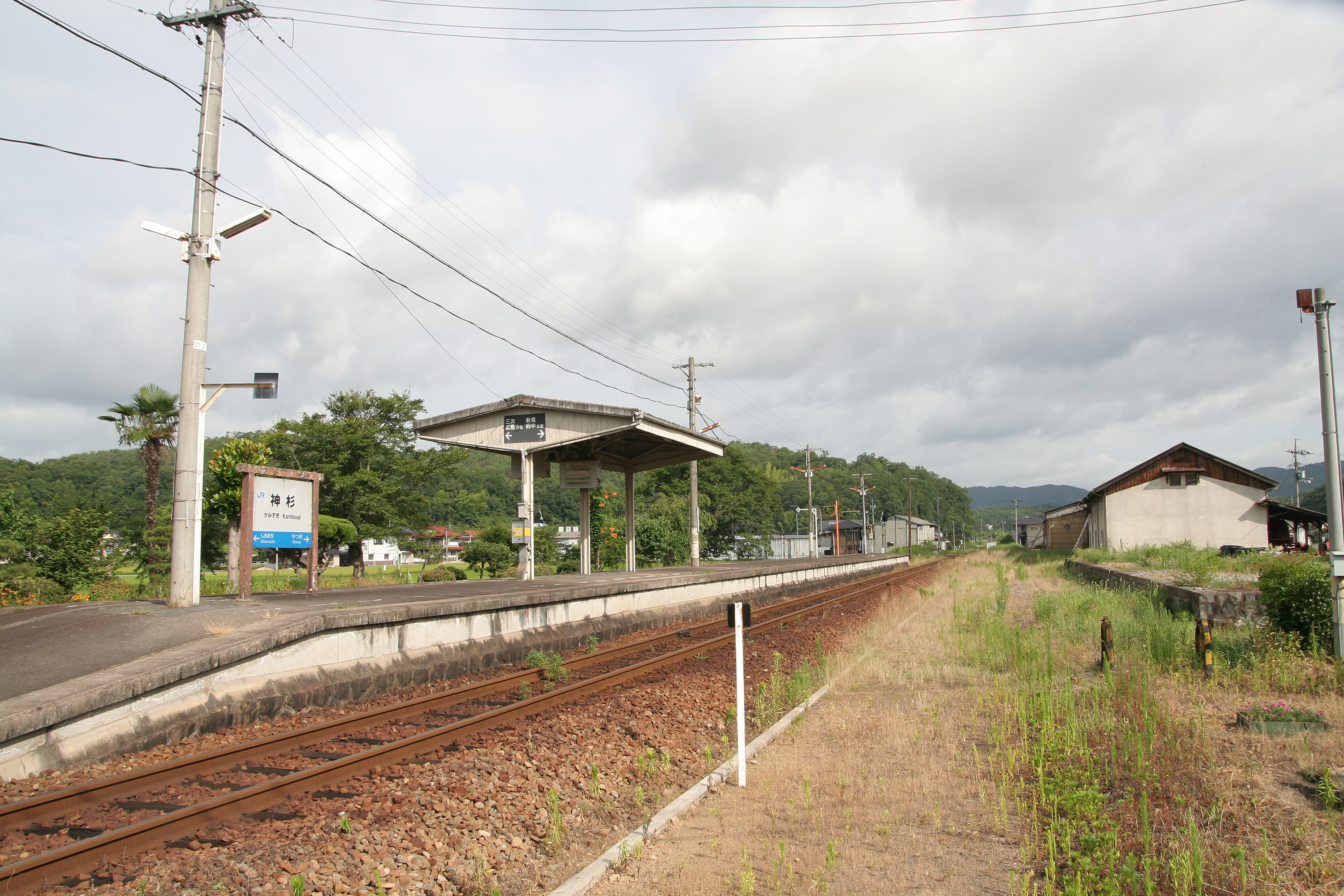
La ligne à Kamisugi

| Numéro          | Gare          | Nom japonais | Distance depuis Bitchū Kōjiro (km) | Correspondances                   | Localisation           | Localisation                                                                    |
| --------------- | ------------- | ------------ | ---------------------------------- | --------------------------------- | ---------------------- | ------------------------------------------------------------------------------- |
|                 | Bitchū Kōjiro | 備中神代     | 0                                  | JR West : Hakubi (interconnexion) | Niimi                  | Préfecture d'Okayama                                                            |
| Sakane          | 坂根          | 3,9          |                                    |                                   | Niimi                  | Préfecture d'Okayama                                                            |
| Ichioka         | 市岡          | 6,3          |                                    |                                   | Niimi                  | Préfecture d'Okayama                                                            |
| Yagami (ja)     | 矢神          | 10,0         |                                    |                                   | Niimi                  | Préfecture d'Okayama                                                            |
| Nochi           | 野馳          | 13,6         |                                    |                                   | Niimi                  | Préfecture d'Okayama                                                            |
| Tōjō (ja)       | 東城          | 18,8         |                                    | Shōbara                           | Préfecture d'Hiroshima |                                                                                 |
| Bingo Yawata    | 備後八幡      | 25,3         |                                    | Shōbara                           | Préfecture d'Hiroshima |                                                                                 |
| Uchina          | 内名          | 29,0         |                                    | Shōbara                           | Préfecture d'Hiroshima |                                                                                 |
| Onuka           | 小奴可        | 33,6         |                                    | Shōbara                           | Préfecture d'Hiroshima |                                                                                 |
| Dōgoyama        | 道後山        | 37,8         |                                    | Shōbara                           | Préfecture d'Hiroshima |                                                                                 |
| Bingo Ochiai    | 備後落合      | 44,6         | JR West : Kisuki                   | Shōbara                           | Préfecture d'Hiroshima |                                                                                 |
| Hibayama        | 比婆山        | 50,2         |                                    | Shōbara                           | Préfecture d'Hiroshima |                                                                                 |
| Bingo Saijō     | 備後西城      | 53,2         |                                    | Shōbara                           | Préfecture d'Hiroshima |                                                                                 |
| Hirako          | 平子          | 57,4         |                                    | Shōbara                           | Préfecture d'Hiroshima |                                                                                 |
| Taka            | 高            | 62,3         |                                    | Shōbara                           | Préfecture d'Hiroshima |                                                                                 |
| Bingo Shōbara   | 備後庄原      | 68,5         |                                    | Shōbara                           | Préfecture d'Hiroshima |                                                                                 |
| Bingo Mikkaichi | 備後三日市    | 70,5         |                                    | Shōbara                           | Préfecture d'Hiroshima |                                                                                 |
| Nanatsuka       | 七塚          | 72,2         |                                    | Shōbara                           | Préfecture d'Hiroshima |                                                                                 |
| Yamanouchi      | 山ノ内        | 75,2         |                                    | Shōbara                           | Préfecture d'Hiroshima |                                                                                 |
| Shimowachi      | 下和知        | 80,1         |                                    | Miyoshi                           | Préfecture d'Hiroshima |                                                                                 |
| Shiomachi       | 塩町          | 83,2         | JR West : Fukuen                   | Miyoshi                           | Préfecture d'Hiroshima |                                                                                 |
| Kamisugi        | 神杉          | 84,7         |                                    | Miyoshi                           | Préfecture d'Hiroshima |                                                                                 |
| Yatsugi         | 八次          | 88,0         |                                    | Miyoshi                           | Préfecture d'Hiroshima |                                                                                 |
| Miyoshi         | 三次          | 90,3         |                                    | Miyoshi                           | Préfecture d'Hiroshima |                                                                                 |
| Nishi Miyoshi   | 西三次        | 91,9         |                                    | Miyoshi                           | Préfecture d'Hiroshima |                                                                                 |
| Shiwachi        | 志和地        | 99,6         |                                    | Miyoshi                           | Préfecture d'Hiroshima |                                                                                 |
| Kamikawatachi   | 上川立        | 102,2        |                                    | Miyoshi                           | Préfecture d'Hiroshima |                                                                                 |
| Kōtachi         | 甲立          | 106,5        |                                    | Akitakata                         | Préfecture d'Hiroshima |                                                                                 |
| Yoshidaguchi    | 吉田口        | 109,9        |                                    | Akitakata                         | Préfecture d'Hiroshima |                                                                                 |
| Mukaihara       | 向原          | 116,1        |                                    | Akitakata                         | Préfecture d'Hiroshima |                                                                                 |
| Ibaraichi       | 井原市        | 122,0        |                                    | Hiroshima                         | Préfecture d'Hiroshima |                                                                                 |
| Shiwaguchi      | 志和口        | 126,0        |                                    | Hiroshima                         | Préfecture d'Hiroshima |                                                                                 |
| Kamimita        | 上三田        | 129,5        |                                    | Hiroshima                         | Préfecture d'Hiroshima |                                                                                 |
| Nakamita        | 中三田        | 134,0        |                                    | Hiroshima                         | Préfecture d'Hiroshima |                                                                                 |
| Shirakiyama     | 白木山        | 136,3        |                                    | Hiroshima                         | Préfecture d'Hiroshima |                                                                                 |
| JR-P09          | Karuga        | 狩留家       | 138,5                              | Hiroshima                         | Préfecture d'Hiroshima |                                                                                 |
| JR-P08          | Kamifukawa    | 上深川       | 140,7                              | Hiroshima                         | Préfecture d'Hiroshima |                                                                                 |
| JR-P07          | Nakafukawa    | 中深川       | 143,5                              | Hiroshima                         | Préfecture d'Hiroshima |                                                                                 |
| JR-P06          | Shimofukawa   | 下深川       | 144,9                              | Hiroshima                         | Préfecture d'Hiroshima |                                                                                 |
| JR-P05          | Kumura        | 玖村         | 146,8                              | Hiroshima                         | Préfecture d'Hiroshima |                                                                                 |
| JR-P04          | Akiyaguchi    | 安芸矢口     | 149,3                              | Hiroshima                         | Préfecture d'Hiroshima |                                                                                 |
| JR-P03          | Hesaka        | 戸坂         | 152,1                              | Hiroshima                         | Préfecture d'Hiroshima |                                                                                 |
| JR-P02          | Yaga          | 矢賀         | 156,9                              | Hiroshima                         | Préfecture d'Hiroshima |                                                                                 |
| JR-P01          | Hiroshima     | 広島         | 159,1                              | Hiroshima                         | Préfecture d'Hiroshima | JR West : Sanyō Shinkansen, Sanyō, Kabe, Kure Tramway de Hiroshima : 1, 2, 5, 6 |

## Matériel roulant

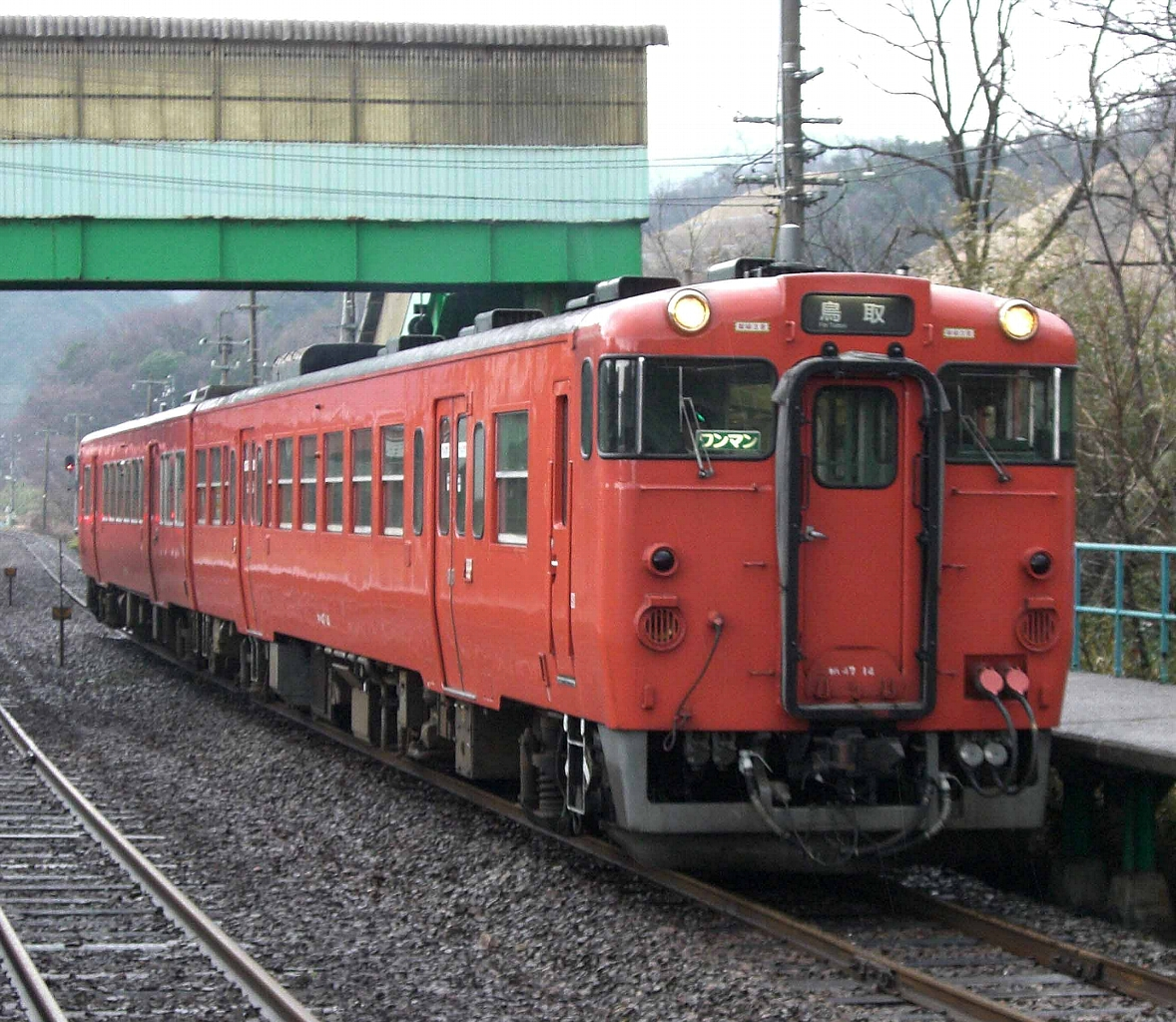
JR série KiHa 40/47
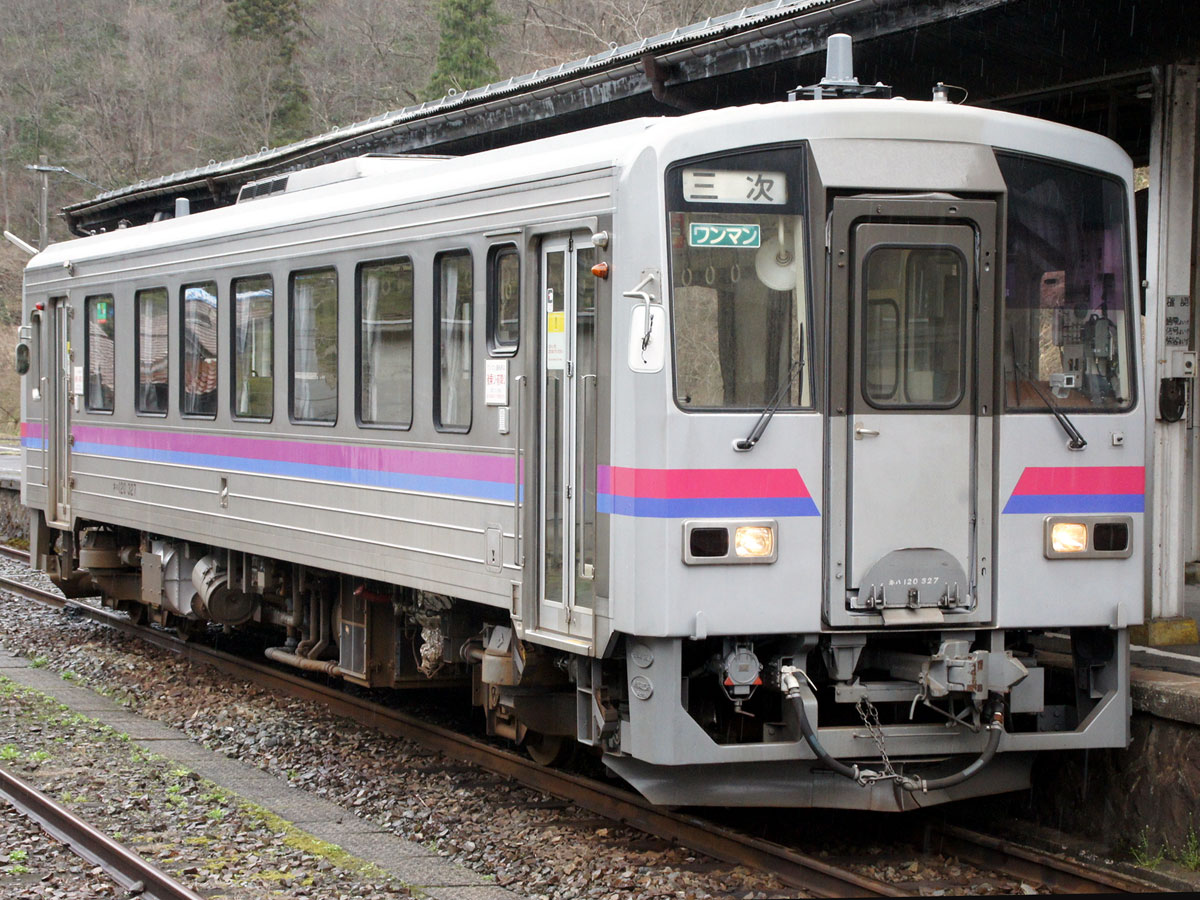
JR série KiHa 120